# درون‌زیاگان گیاه‌پارچ

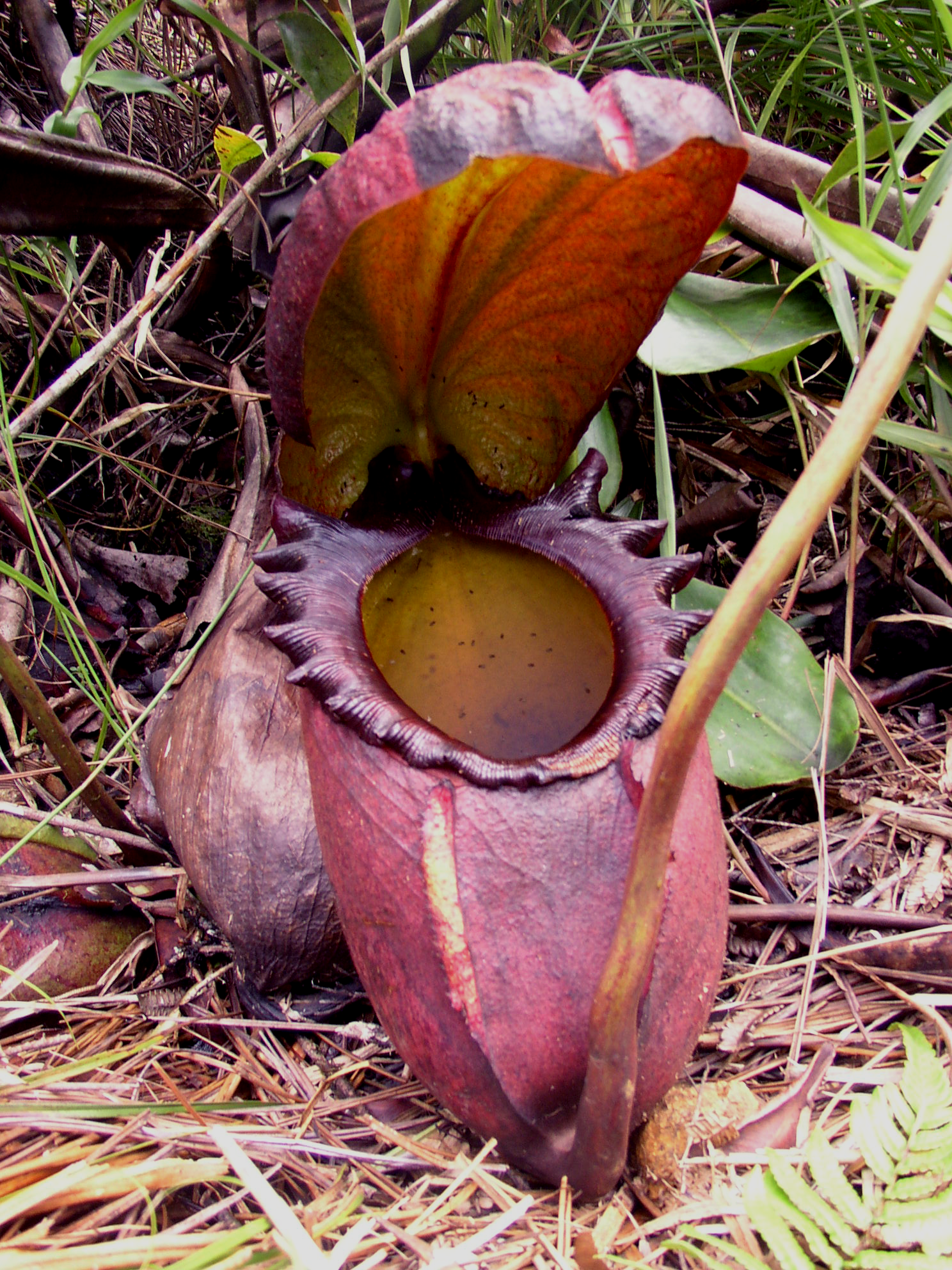
توزیاگان لارو پشه در مایع پارچ گیاه‌پارچ راجا

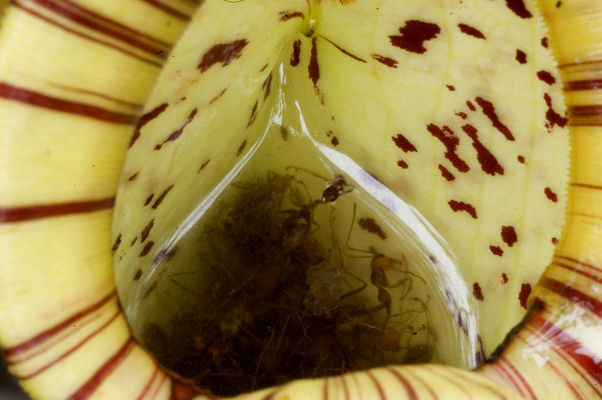
تجمع طعمه در پارچ گیاه‌پارچ رافلز، ممکن است گیاه‌پارچ‌پذیرها را جذب کند.

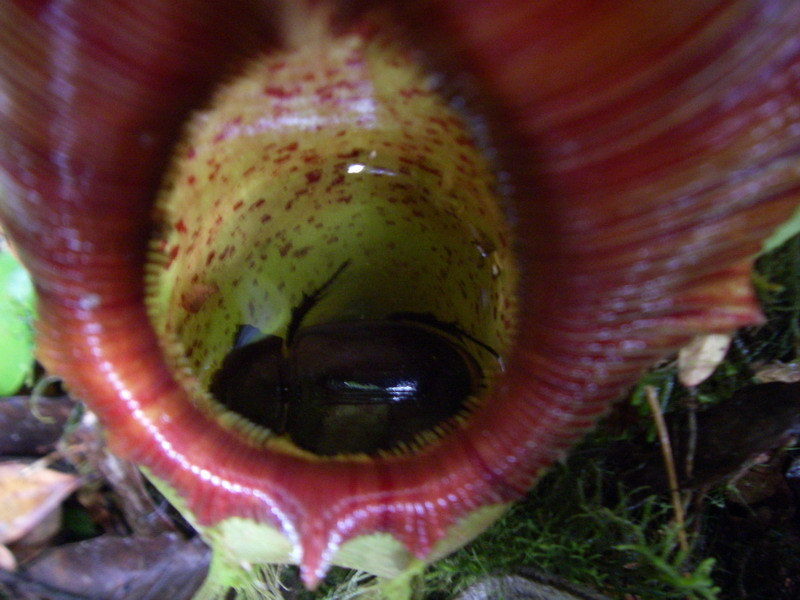
حشراتی که اخیراً غرق شده‌اند، مانند این سوسک بزرگ که توسط گیاه‌پارچ تخم‌مرغی صید شده است، گونه‌های پایه را در شبکه غذایی پارچ تشکیل می‌دهند و توسط توزیاگان مصرف می‌شوند.

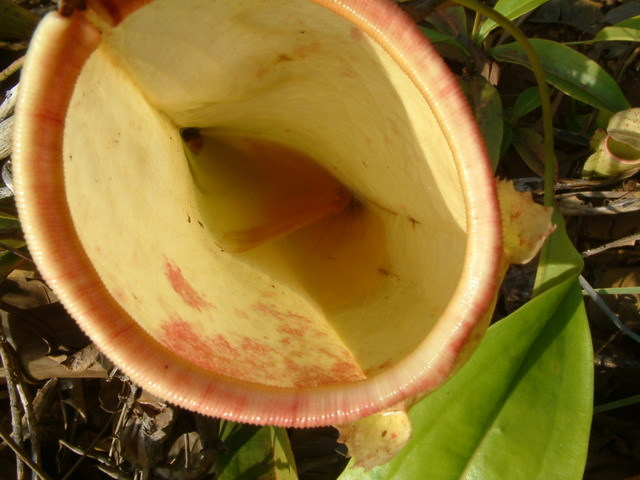
پروانه صید شده توسط پارچ بالایی گیاه‌پارچ گینه‌نو

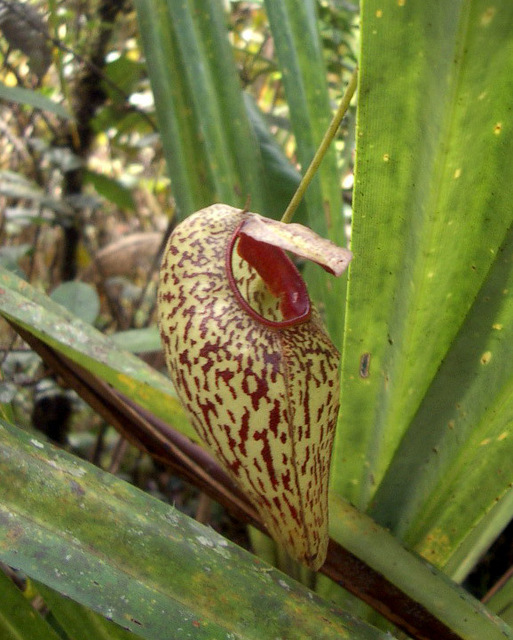
هیچ موجود زنده‌ای از پارچ‌های گیاه‌پارچ زرآوندی ثبت نشده است. تصور می‌شود که ساختار تله‌ها ممکن است در جهت بی‌حسی بزرگسالان در حال ظهور باشد و بنابراین گونه‌های توزیاگان ممکن است از استعمار آنها اجتناب کنند.

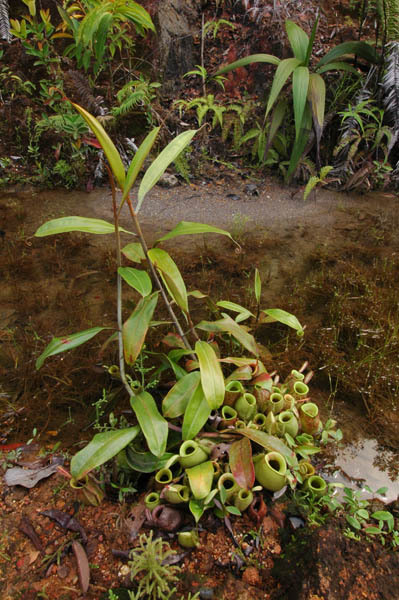
در سال ۱۹۹۱، مطالعه‌ای بر روی توزیاگان گیاه‌پارچ قمقمه‌ای، گونه‌ای که تا حدی پوده‌خوار است انجام شد.

درون‌زیاگان گیاه‌پارچ یا توزیاگان گیاه‌پارچ (انگلیسی: Nepenthes infauna)، موجوداتی هستند که در پارچ گیاهان گیاه‌پارچ زندگی می‌کنند. اینها شامل لارو مگس و مگس‌ریزه، عنکبوت، کنه، مورچه و حتی گونه‌ای از خرچنگ به نام جئوسسارما مالایانوم (Geosesarma malayanum) است. شایع‌ترین و آشکارترین شکارچیان موجود در پارچ لارو پشه است که در طول رشد خود تعداد زیادی از لاروهای دیگر را مصرف می‌کند. بسیاری از این جانوران به قدری تخصصی هستند که نمی‌توانند در هیچ جای دیگری زنده بمانند و از آنها به‌عنوان گیاه‌پارچ‌زی (nepenthebionts) یاد می‌شود.
روابط پیچیده بین این موجودات مختلف هنوز به‌طور کامل درک نشده است. این سؤال که آیا جانوران توزیاگان غذا را از میزبان خود «می‌دزدیدند» یا اینکه آنها در یک مشارکت سودمند متقابل (همزیستی) درگیر هستند، هنوز به‌طور تجربی مورد بررسی قرار نگرفته و منشأ بحث‌های قابل توجهی است. چارلز کلارک (Charles Clarke) پیشنهاد می‌کند که همزیستی دوسویه بودن یک «وضعیت محتمل» است که به موجب آن «توزیاگان محل سکونت، محافظت و غذا را از گیاه دریافت می‌کنند، در حالی که در ازای آن، توزیاگان به شکستن طعمه، افزایش سرعت هضم و پایین نگه داشتن تعداد باکتری‌ها کمک می‌کند.»

## طبقه‌بندی

### گیاه‌پارچ‌زی
گیاه‌پارچ‌زی (Nepenthebionts) جانورانی هستند که برای زندگی در پارچ‌های گیاه‌پارچ تخصص دارند و حداقل در برخی از مراحل زندگی خود کاملاً به آنها وابسته هستند. بسیاری از گونه‌های لارو پشه در این دسته قرار می‌گیرند. برای نمونه می‌توان به کولکس جنسنی و فیل‌پشه راجا اشاره کرد که به نام گیاه‌پارچ راجا نامگذاری شده‌اند و همچنین گونه‌های مرتبط اورانوتائنا مولتونی (Uranotaenia moultoni).

### گیاه‌پارچ‌یار
گیاه‌پارچ‌یار (Nepenthephiles) موجوداتی هستند که اغلب در پارچ‌های گیاه‌پارچ یافت می‌شوند، اما در هیچ مرحله‌ای از زندگی خود کاملاً به آنها وابسته نیستند. بیشتر جانورانی که با گیاه‌پارچ همزیستی دارند در این دسته قرار می‌گیرند. برای نمونه می‌توان به میزومنوپس نپنتیکولا (Misumenops nepenthicola)، یک عنکبوت خرچنگی که از مگس‌های صید شده توسط گیاه‌پارچ تغذیه می‌کند و جئوسسارما مالایانوم، گونه‌ای از خرچنگ اشاره کرد.

### گیاه‌پارچ‌پذیر
گیاه‌پارچ‌پذیر (Nepenthexenes) جانورانی هستند که معمولاً با پارچ‌ها مرتبط نیستند، اما گهگاه در آنها دیده می‌شوند. اینها معمولاً در صورتی یافت می‌شوند که پارچ با طعمه‌های گندیده پر شود، زمانی که ممکن است توسط لارو گونه‌های مختلف مگس مستعمره شود. اینها صرف نظر از اینکه در پارچ‌ها یافت می‌شوند یا نه، از مواد پوسیده تغذیه می‌کنند.

## تنوع
در یک مطالعه در سال ۱۹۹۱، تنوع گسترده‌ای از جانوران در پارچ‌های گیاه‌پارچ قمقمه‌ای یافت شد:
تغذیه مردار:
- Endonepenthia (Phoridae)
- Syrphidae

تغذیه فیلتر:
- Aedes albopictus, Culex coerulescens, Culex hewitti, Culex navalis, Tripteroides nepenthis, Tripteroides tenax, Uranotaenia moultoni (Culicidae)

تغذیه ریزه:
- several Anoetidae
- Dasyhelea, Forcipomyia (Ceratopogonidae)
- several Chironomidae
- Harpacticoida
- Sciaridae

شکارچیان نیش‌دار (می‌توانند در مایع شنا کنند، فک پایین در یک صفحه افقی در مقابل یکدیگر حرکت می‌کنند):
- Aedes brevitibia, Toxorhynchites indicus (Culicidae)
- Corethrella calathicola (Chaoboridae)

شکارچیان قلاب شونده (فقط می‌توانند بخزند، فک پایین به موازات یکدیگر در یک صفحه عمودی حرکت می‌کنند):
- Dolichopodidae
- Listodiplosis (Cecidomyiidae)
- Nepenthosyrphus (Syrphidae)

شکارچیان زمینی:
- Misumenops (Thomisidae)
- Xenoplatyura (Mycetophilidae)

مگس‌های گیاه‌پارچ
- Aedes brevitibia
- several Chironomidae
- Corethrella calathicola
- Culex hewitti
- Culex coerulescens
- Culex navalis
- several Dasyhelea species (D. ampullariae, D. biseriata and others)
- Dolichopodidae
- Endonepenthia
- Nepenthosyrphus
- Toxorhynchites indicus
- Tripteroides nepenthis
- Tripteroides tenax
- Uranotaenia moultoni